# Marc Uyttendaele
Pour les articles homonymes, voir Uyttendaele.
 (juin 2009).
Marc Uyttendaele, né en 1961, est un avocat belge inscrit au barreau de Bruxelles. Il est également professeur ordinaire à l'Université libre de Bruxelles et président du Centre de droit public de cette université.

## Biographie
Au cours de ses études, Marc Uyttendaele est président du Cercle du Libre Examen de 1980 à 1981. Celui-ci a pour mission de promouvoir les valeurs du libre examen qui prône le rejet de l'argument d'autorité en matière de savoir et la liberté de jugement.[réf. souhaitée]
Marc Uyttendaele est spécialisé dans les affaires constitutionnelles belges, objet d'ouvrages à caractère juridique dont il est l'auteur. De même, il est fréquemment appelé à commenter l'actualité politique dans les médias et publie à l'occasion des articles dans le quotidien Le Soir ou dans La Libre Belgique. Il est aussi le concepteur et l'un des scénaristes de la série télévisée À tort ou à raison diffusée par la RTBF et France 3. Il est également essayiste et romancier.
Il est intervenu au nom de l'État belge ainsi que des entités fédérées dans quelques dossiers juridiques médiatisés. Il défend les plaignants birmans dans l'affaire qui les oppose à la société TotalFinaElf sur base de la loi de Compétence universelle et lors de laquelle la justice belge fut dessaisie.
Il est également l'avocat de Martine Doutrewe, juge chargée d'instruire la disparition de Julie et Melissa dans le cadre de l'Affaire Dutroux, d'Elio Di Rupo, ex-Premier Ministre du gouvernement belge, de Guy Spitaels, homme politique socialiste belge francophone qui démissionne à la suite de l'affaire de corruption dite Affaire Agusta, et d'Olivier Pirson, un militaire accusé d'avoir empoisonné et noyé ses enfants et finalement acquitté. En 2007, avec Maître Laurent Kennes, associé de son cabinet, il défend les familles des dix para-commandos belges assassinés à Kigali, le 7 avril 1994. Il a également défendu Marcel Habran, Fernand Koekelberg et Mishka Defonseca.
Marc Uyttendaele est l'avocat de Jean-Charles Luperto qui, depuis 2014, est accusé d’outrages aux bonnes mœurs en présence de mineurs de moins de 16 ans.
En 2015 il rejoint l'équipe d'avocats qui défend Delphine Boël dans une procédure en contestation de paternité contre son père légal, Jacques Boël, et en reconnaissance de paternité contre celui qu'elle considère comme son père biologique, le roi Albert II.
Il est mandaté en 2016 par Bernard Wesphael afin de défendre ses intérêts face à certains médias qui auraient bafoué sa présomption d'innocence durant son procès ou il fut acquitté au bénéfice du doute, à la suite du décès de son épouse où il était le seul suspect.
En 2023, il représente Jane Benzaquen, dans ses démarches juridiques visant à établir sa filiation biologique présumée avec Hassan II, ancien roi du Maroc,,.

## Vie privée
L'avocat belge est le père de Julien Uyttendaele et l'époux de Laurette Onkelinx depuis 1998, tous deux engagés au Parti socialiste.

## Prises de position
En Belgique, Marc Uyttendaele défend notamment la thèse selon laquelle la personne du Roi ne peut laisser transparaître ses convictions dans l'exercice de ses fonctions tel que le prévoit la Constitution belge et estime que le modèle de négociation qui a conduit à réformer l'État belge est un bel exemple de solution pacifique apportée à des conflits entre communautés. Il s'attache également à analyser les rapports entre les différents pouvoirs. Il estime que le Parlement, en ce qu'il regroupe les représentants du peuple, dispose d'une légitimité accrue et s'inquiète du pouvoir des juges, en particulier suprêmes, lesquels par nature échappent à tout contrôle. Il défend, enfin, une conception modeste du droit constitutionnel, lequel, à son sens, est mobile, ne doit jamais être sacralisé et n'a de sens que s'il coïncide avec l'état de la société.

## Liens avec le secteur public
Le montant des honoraires versé par le secteur public au cabinet d'avocats de Marc Uyttendaele ont atteint 860.000€ pour ses services rendus pendant la "législature violette"(Gouvernement Verhofstadt II), un total de 245.000€ a été facturé par le Service public fédéral Justice alors que son épouse Laurette Onkelinx était ministre de la Justice.
En 2012, Marc Uyttendaele a reçu 240.000€ d'honoraires de la ville de Charleroi dirigée par le bourgmestre Paul Magnette, c'est 40 % du budget que la ville a consacré cette année en honoraires de ses avocats,.
Le 12 mars 2015, la Cour constitutionnelle (Belgique) a décidé dans un arrêt que les élèves francophones devaient pouvoir être dispensés de l’assistance au cours de religion ou de morale, sur simple demande des parents.  La Libre Belgique révèle en 2015 que la ville de Bruxelles qui a introduit le recours auprès de la Cour constitutionnelle (Belgique) était représentée par Marc Uyttendaele et que les parents de l'élève qui auparavant ont introduit un recours auprès de la Cour constitutionnelle (Belgique) étaient représentés par l'ex femme de Marc Uyttendaele.  Par la suite, il fut engagé par Rudy Demotte, ministre président de la Fédération Wallonie-Bruxelles afin de le conseiller sur une sortie de crise engendrée par l'arrêt de la Cour constitutionnelle (Belgique).  Marc Uyttendaele était l'avocat de Joëlle Milquet, la ministre de l'enseignement de l'époque.
En 2007, Marc Uyttendaele, a transmis par erreur à un de ses clients un document détaillant sa stratégie pour obtenir un maximum de dossiers dans des cabinets ministériels et certaines administrations proches du parti socialiste.
Dans une affaire de détournement de fonds publics dite "carolo-bis" qui oppose la ville de Charleroi à la Régie Communale Autonome, le président du tribunal correctionnel de Charleroi soulève un éventuel conflit d'intérêts dû au fait que Marc Uyttendaele est l'avocat des deux parties,.
Alors que la rédaction de la RTBF enquête sur le système de rémunération du SAMU social de Bruxelles, Marc Uyttendaele demande par courrier à la RTBF de cesser ce qu'il prétend être du harcèlement envers cette ASBL.  La RTBF rétorque à l'avocat que le journaliste investiguant sur cette affaire « faisait simplement son boulot ». Ensuite le SAMU social sollicite le cabinet d'avocat Uyttendaele pour qu'il dissuade le gouvernement bruxellois de faire la clarté sur les comptes du SAMU social, ce qui échoue. Les révélations du système de rémunération entraînent la démission d'Yvan Mayeur, qui était président de l'ASBL ainsi que bourgmestre de la ville de Bruxelles, et de la présidente du centre public d'action sociale de Bruxelles,,.

## Publications

### Droit
- 30 leçons de droit constitutionnel, Bruylant, Bruxelles, 2011.
- Précis de Droit constitutionnel Belge - Regards sur un système institutionnel paradoxal, 3e éd., Bruylant, Bruxelles, 2005.
- Regards sur la démocratie locale en Wallonie - Les nouvelles règles applicables aux communes, aux CPAS et aux provinces, Les inédits de droit public, Bruylant, 2006, en collaboration avec N. Uyttendaele et J. Sautois
- « Du réflexe salutaire à l’ivresse du pouvoir – Premières réflexions sur les arrêts de la Cour de cassation Église universelle du Royaume de Dieu et FJ », J.L.M.B., 2006, p. 1554 à 1564.
- « Le pouvoir politique et le pouvoir juridictionnel ou comment contrôler les mauvais élèves de la classe », Mélanges offerts à Paul Martens, Larcier, 2006, p. 822 à 839.
- « Protection du parlementaire ou protection de l'institution parlementaire ? » in La Constitution hier, aujourd’hui et demain, Sénat de Belgique, 2006.
- « Un face-à-face entre le pouvoir politique et le pouvoir judiciaire - Réflexions sur la nature et la mise en œuvre des régimes de protection relative des ministres et des parlementaires », C.D.P.K., 2005, p. 265 à 274.
- « Les avantages sociaux dans la tourmente de la jurisprudence où le décret du 7 juin 2001, à l’épreuve de la réalité », J.L.M.B., 2005, p. 573 à 581.
- « Le décret du 7 juin 2001 relatif aux avantages sociaux et les arrêts de la Cour d’appel de Liège du 20 décembre 2004 – Examen clinique d’une jurisprudence militante», Enseignement provincial – Enseignement communal, revue du Conseil de l’enseignement des communes et des provinces, janvier-février 2005, p. 6 à 16.
- « La procédure de révision de la Constitution belge en question », Anuario iberoamericano de Justicia constitutional, 2005/9.
- « Un face-à-face entre le pouvoir politique et le pouvoir judiciaire - Réflexions sur la nature et la mise en œuvre des régimes de protection relative des ministres et des parlementaires », C.D.P.K., 2005, p. 265 à 27
- « Les avantages sociaux dans la tourmente de la jurisprudence où le décret du 7 juin 2001, à l'épreuve de la réalité », J.L.M.B., 2005, p. 573 à 581.
- « Le décret du 7 juin 2001 relatif aux avantages sociaux et les arrêts de la Cour d'appel de Liège du 20 décembre 2004 - Examen clinique d'une jurisprudence militante », Enseignement provincial - Enseignement communal, revue du Conseil de l'enseignement des communes et des provinces, janvier-février 2005, p. 6 à 16.
- « Petite modification contre l'arriéré judiciaire », Le journal du juriste, no 42, 24 mai 2005, p. 7.
- « Réflexions à froid sur un petit coup d'État jurisprudentiel », note sous Bruxelles, 28 juin 2005, J.L.M.B., 2005, p. 1590 à 1600.
- «L’article 195 de la Constitution – Le diagnostic ou comment aménager au mieux le potlatch», in Delperée, Francis (éd.), La procédure de révision de la Constitution, Bruylant, Bruxelles, 2003, p. 33-43.

### Autres
- Un lendemain matin, Éditions Luce Wilquin, Bruxelles, 2006
- La Belgique racontée à Noa, Éditions Le grand Miroir, Bruxelles, 2002
- Quand politique et droit s'emmêlent, en collaboration avec Anne Feyt, Éditions Luc Pire, 2005
- Quand politique et droit s'emmêlent - dossiers 2006, en collaboration avec Anne Feyt, Éditions Luc Pire, 2006
- Dix jours en février, Éditions Luce Wilquin, 2007
- Marc Uyttendaele, Anne Feyt, François De Brigode, Instantanés de la politique belge : 2007-2008, Bruxelles, Éditions Racine, 2008, 192 p. (ISBN 978-2-87386-570-2)

Un lendemain matin a été adapté pour la télévision par le réalisateur Marian Handwerker avec Vincent Pérez dans le rôle principal sous le titre : Avec le temps.